# Sieben Wunder von St. Helena
Die  Sieben Wunder von St. Helena (englisch 7 Wonders of St Helena) bezeichnet eine seit 2008 auf der Insel St. Helena verliehene Auszeichnung mit vor allem touristischem Hintergrund. Die sieben Wunder werden durch öffentliche Abstimmung ermittelt. Zuletzt fand diese im Mai 2018 statt.

## Aktuelle Wunder
Quelle: 
| Wunder                     | Datum (z. B. Bau) | Beschreibung                                | Foto                      | Wunder seit |
| -------------------------- | ----------------- | ------------------------------------------- | ------------------------- | ----------- |
| Jakobsleiter               | 1829              | Heutiger Aufstieg, ehemals Schienenseilbahn | Jakobsleiter              | 2008        |
| Heart Shaped Waterfall     | -                 | Wasserfall zwischen herzförmigen Bergen     | Heart Shaped Waterfall    | 2008        |
| Jonathan, die Schildkröte  | 1832              | Ältestes lebendes Reptil der Erde           | Jonathan, die Schildkröte | 2018        |
| Diana’s Peak               | -                 | Mit 818 m die höchste Erhebung der Insel    | Diana’s Peak              | 2008        |
| Longwood House             | vor 1815          | Verbannungsresidenz von Napoleon Bonaparte  | Longwood House            | 2008        |
| High Knoll Fort            | ab 1790           | Historische Befestigungsanlage              | High Knoll Fort           | 2008        |
| Schwimmen mit den Walhaien | -                 | Weltweit seltenes Spektakel                 | Walhai                    | 2018        |

## Ehemalige Wunder
Quelle: 
| Wunder                      | Datum (z. B. Bau) | Beschreibung                                                    | Foto                        | Zeitraum  |
| --------------------------- | ----------------- | --------------------------------------------------------------- | --------------------------- | --------- |
| Grab von Napoleon Bonaparte | 1821–1840         | Grab von Napoleon Bonaparte im Valley of the Tomb               | Grab von Napoleon Bonaparte | 2008–2018 |
| St. James Church            | 1770er            | Ältestes anglikanisches Kirchengebäude der südlichen Hemisphäre | St. James Church            | 2008–2018 |